# Orgyia transiens
Orgyia transiens är en fjärilsart som beskrevs av Otto Staudinger 1901. Orgyia transiens ingår i släktet fjädertofsspinnare, och familjen tofsspinnare. Inga underarter finns listade i Catalogue of Life.